# Bosco Casale - Cerro del Ruccolo
Bosco Casale - Cerro del Ruccolo este o arie protejată (arie specială de conservare — SAC, sit de importanță comunitară — SCI) din Italia întinsă pe o suprafață de 866 ha, integral pe uscat.

## Localizare
Centrul sitului Bosco Casale - Cerro del Ruccolo este situat la coordonatele 41°43′55″N 14°52′36″E / 41.731944°N 14.876667°E.

## Înființare
Situl Bosco Casale - Cerro del Ruccolo a fost declarat sit de importanță comunitară în septembrie 1995 pentru a proteja 17 specii de animale. Situl a fost protejat și ca arie specială de conservare în decembrie 2018.

## Biodiversitate
Situată în ecoregiunea mediteraneană, aria protejată conține 3 habitate naturale: Păduri panonice-balcanice de stejar turcesc - stejar sesil, Păduri de fag din Apenini cu Taxus și Ilex, Pajiști uscate seminaturale și facies de acoperire cu tufișuri pe substraturi calcaroase (Festuco-Brometalia) (* situri importante pentru orhidee).
La baza desemnării sitului se află mai multe specii protejate:
- păsări (14): fâsă-de-câmp (Anthus campestris), caprimulg (Caprimulgus europaeus), erete de stuf (Circus aeruginosus), erete vânăt (Circus cyaneus), presură de grădină (Emberiza hortulana), Falco biarmicus, șoim călător (Falco peregrinus), șoimul rândunelelor (Falco subbuteo), vânturel de seară (Falco vespertinus), sfrâncioc roșiatic (Lanius collurio), ciocârlie de pădure (Lullula arborea), gaia neagră (Milvus migrans), gaia roșie (Milvus milvus), viespar (Pernis apivorus)
- amfibieni (2): Bombina pachypus, Salamandrina terdigitata
- nevertebrate (1): fluturele de noapte (Eriogaster catax)

Pe lângă speciile protejate, pe teritoriul sitului au mai fost identificate 12 specii de plante.